# Kolaboracja

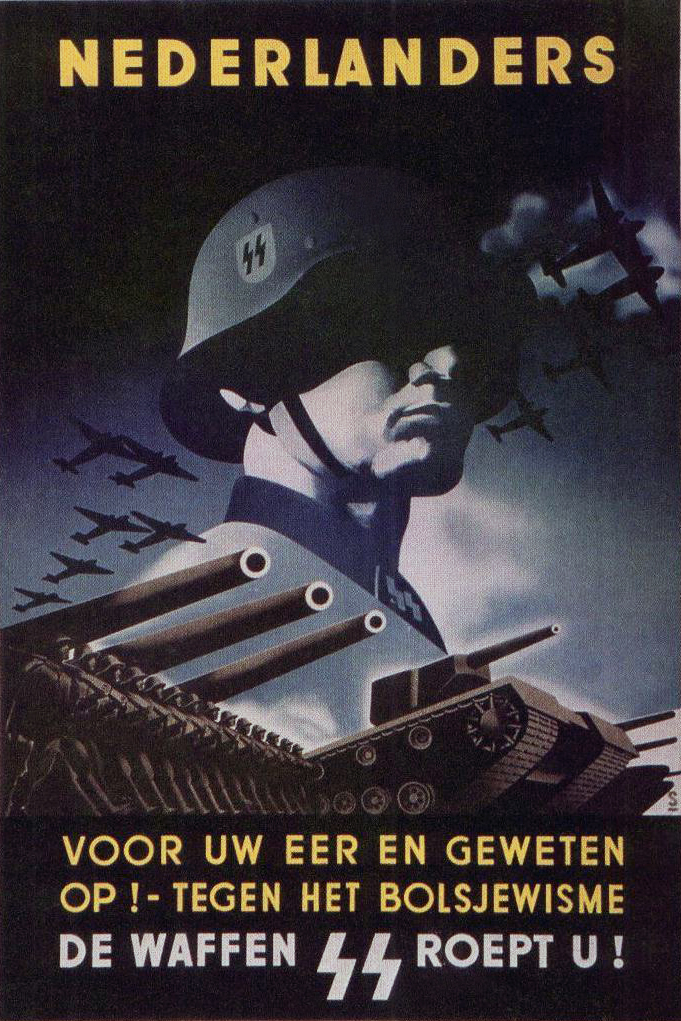
Holenderski plakat nawołujący do wstępowania do Waffen SS

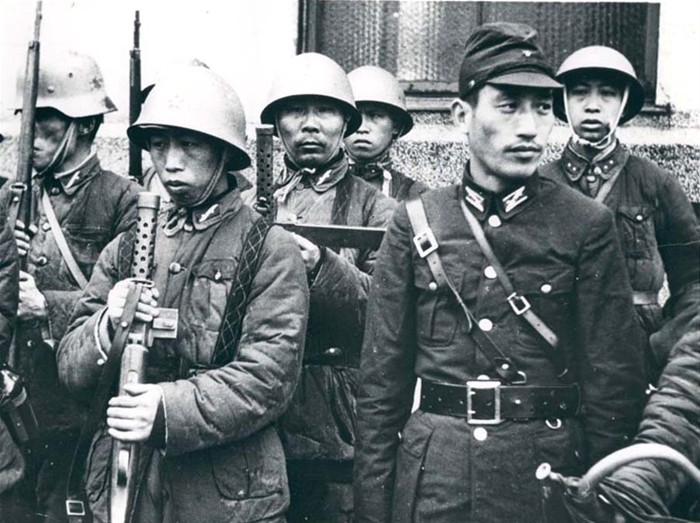
Chińscy kolaboranci na służbie Cesarstwa Japonii, 1940

Kolaboracja (łac. ko – przedrostek oznaczający „razem, wspólnie” + łac. laborare – „pracować”) – współpraca z nieprzyjacielem, okupantem; kolaborant, kolaboracjonista – współpracujący z wrogiem, zaborcą.
Pierwotnie „kolaboracja” oznaczała każdą współpracę. Obecne znaczenie tego terminu pojawiło się w okresie II wojny światowej. Określano nim wówczas konkretne działania jednostek, które czerpały korzyści z nowej sytuacji, jaką stwarzały zwycięstwa militarne III Rzeszy. Zabarwienie emocjonalne tego terminu było zdecydowanie negatywne i praktycznie stawiano znak równości między kolaboracją i zdradą narodową. Synonimem takiej postawy podczas wojny stał się Vidkun Quisling, przywódca norweskiej partii Nasjonal Samling (Zjednoczenie Narodowe). Stopniowo historycy zaczęli jednak dążyć do pozbawienia terminu „kolaboracja” odniesień ideologicznych i związanych z II wojną światową. Kolaboracją zaczęto nazywać zbiór zachowań społecznych, pokazujących zbiorową uległość podbitego społeczeństwa wobec niemal każdego rodzaju represji.
Pojęcie to jest używane zwłaszcza w odniesieniu do współpracy z hitlerowcami w czasie II wojny światowej, choć bywa ono rozszerzane także na inne okresy historyczne (np. współpraca z okupantami radzieckimi po 17 września 1939, z zaborcami w XIX w. itp.). Ocena kolaboracji budzi z reguły dyskusje oraz kontrowersje i często bywa narzędziem gry politycznej, nie zawsze opartej na źródłowych badaniach historycznych, z uwzględnieniem obiektywnych okoliczności i całokształtu zdarzeń.

## Charakterystyka i stan prawny w Polsce[1]
Sądownictwo Polskiego Państwa Podziemnego oraz polskie elity społeczne z czasu II wojny światowej pod pojęciem kolaboracji rozumiały „świadomą i dobrowolną współpracę z okupantem na szkodę państwa i współobywateli”. Współpraca mogła mieć charakter polityczny, gospodarczy bądź kulturalny.
W Polsce kolaboracja z okupantem została uznana za przestępstwo na podstawie Dekretu PKWN z dnia 31 sierpnia 1944 r. o wymiarze kary dla faszystowsko-hitlerowskich zbrodniarzy winnych zabójstwa i znęcania się nad ludnością cywilną i jeńcami oraz dla zdrajców Narodu Polskiego, przy czym w dekrecie uznano za przestępstwo kolaborację z Niemcami.
W myśl dekretu z 31 sierpnia 1944 roku za czyny podlegające karze zostały uznane czyny takie jak:
- udział w zabójstwach osób cywilnych i jeńców wojennych,
- pomoc przy zatrzymywaniu osób lub ich prześladowaniu przez władze okupacyjne (z wyłączeniem ścigania sprawców przestępstw pospolitych),
- wymuszania od osób poszukiwanych przez władze okupacyjne lub ich rodzin korzyści (szmalcownictwo).

W dniu 10 grudnia 1946 roku dekret o ściganiu sprawców kolaboracji został zmieniony na podstawie Dekret Rady Ministrów z dnia 10 grudnia 1946 r. o zmianie dekretu z dnia 31 sierpnia 1944 r. o wymiarze kary dla faszystowsko-hitlerowskich zbrodniarzy winnych zabójstwa i znęcania się nad ludnością cywilną i jeńcami oraz dla zdrajców Narodu Polskiego, który rozszerzył zarówno stronę podmiotową, obejmując również ściganiem współpracę z państwami sprzymierzonymi z Niemcami w czasie II wojny światowej.
W myśl dekretu z 10 grudnia 1946 roku za czynu polegające karze zostały dodatkowo uznane czyny polegające na:
- pomoc w działaniach okupanta na szkodę Państwa Polskiego, obywateli polskich, a także polskich podmiotów prawnych
- udział w organizacjach przestępczych[8] utworzonych lub uznanych przez władze okupacyjne oraz w zrzeszeniach politycznych popierających politykę okupanta.

W dniu 22 kwietnia 1964 roku wydano Ustawa w sprawie wstrzymania biegu przedawnienia w stosunku do sprawców najcięższych zbrodni hitlerowskich popełnionych w okresie drugiej wojny światowej, który wstrzymał bieg przedawnienia czynów opisanych w dekrecie z 10 grudnia 1946 roku, o ile nie wszczęto postępowania z powodu nieujawnienia lub nieujęcia sprawców oraz niewydania sprawcy przebywającego za granicą. Wydanie tej ustawy spowodowało, że sprawy o kolaborację nie ulegają przedawnieniu. Co zostało kolejno potwierdzone w przepisach wprowadzających kolejne kodeksy karne, w tym ostatnia Ustawa z dnia 6 czerwca 1997 r. – Przepisy wprowadzające Kodeks karny art. 4 pkt. 2.
W myśl ustawy z 18 grudnia 1998 roku o Instytucie Pamięci Narodowej – Komisji Ścigania Zbrodni przeciwko Narodowi Polskiemu ściganiem przestępstw kolaboracji zajmuje się Główna Komisja Ścigania Zbrodni przeciwko Narodowi Polskiemu IPN-u.
W rozumieniu prawa karnego współpraca w latach 1939–1941 z okupantem radzieckim na Kresach Wschodnich II RP nie jest przestępstwem, chyba że czyny te stanowią zbrodnię komunistyczną w rozumieniu ustawy o IPN-ie lub stanowiły przestępstwo określone w Kodeksie karnym z 11 lipca 1932 roku.

## Inne
- niektóre cudzoziemskie oddziały Waffen-SS
- gen. Andriej Własow i Rosyjska Armia Wyzwoleńcza